# シュガーランド (テキサス州)
シュガーランド（英: Sugar Land）は、アメリカ合衆国テキサス州のフォートベンド郡にある都市。ヒューストンの南西30キロメートルに位置している。人口は11万1026人（2020年）。シュガーランドは20世紀前半に砂糖のプランテーションとして設立され、1959年に法人化された。
インペリアル・シュガー社の本社があり、かつては主要砂糖精製工場と物流センターが市内にあった。この遺産を認識し、インペリアル・シュガー社の王冠ロゴが市章とロゴにも使われている。
CVRエナジーのアメリカ本社もある。2012年のフォーチュン500に載っている市内唯一の会社である。「ヒューストン・クリニクル」に拠れば第5位の民間企業だった。またウェスタン航空の本社やナルコ・ケミカル・カンパニーの主要製造施設もある。さらに多くの国際的エネルギー、ソフトウェア、エンジニアリング、製造の会社もある。国内でもマスタープランで開発された町の数が最大であるフォートベンド郡にあって、シュガーランドのマスタープラン町の数が最も多く、例えば、グレートウッド、ファーストコロニー、シュガークリーク、リバーパーク、リバーストーン、ニューテリトリー、テルフェアなどの町がある。
2007年、CQプレスは国内で安全な都市の第14位に位置づけた。2010年には第12位となり、テキサス州では第1位だった。
2008年、雑誌「フォーブス」ではヒューストン都市圏の中でバンカーヒルビレッジやハンターズクリークビレッジと共に、「住みやすい郊外部のトップ」に選定し、比較的人口が多い割に豊かであると注釈した。
シュガーランドでは、マイナーリーグベースボールの野球チームであるシュガーランド・スペースカウボーイズが新しいコンステレーション・フィールドを本拠地球場にしている。またアイスホッケーのティアIIIジュニア"A"のチームであるシュガーランド・インペリアルズも本拠地にしており、シュガーランド・アイス&スポーツ複合施設で試合を行っている。

## 歴史

### 町の設立
シュガーランドの歴史は、スティーブン・オースティンにメキシコが土地を払い下げたときに始まっている。初期開拓者の1人にサミュエル・W・ウィリアムズがおり、この土地にウィロウオーク、ポストオーク、ウォーターオーク、サザンレッドオーク、ライブオークなど多種のオークが生えていたので、「オークランド・プランテーション」と呼んだ。ウィリアムズの兄弟であるナサニエルが1838年に土地を購入した。彼等は綿花、トウモロコシ、サトウキビを育ててプランテーションを運営した。この初期の時代に、現在シュガーランドとなっている地域はブラゾス川沿いにある社会生活の中心だった。1853年、ベンジャミン・テリーとウィリアム・J・カイルがウィリアムズ家からオークランド・プランテーションを購入した。テリーは南北戦争の時にテリーのテキサス・レンジャーズを組織化したことで知られており、町の名前も付けた。南北戦争の直後、テリーとカイルが死んだときに、E・H・カニンガム大佐が広さ1万2500エーカー（51平方キロメートル）のプランテーションを買収し、1879年頃にはその砂糖精製工場の周辺に町を発展させた。
南北戦争後のテキサス州は、奴隷制が違法化されたことにより安い労働力が不足し、刑務所の受刑者がリースされ地域の労働力として活用されていた。21世紀に入り受刑者の墓地の発掘が行われた結果、多くは黒人であり奴隷制廃止後も20世紀初頭まで奴隷状態の労働が行われていたことが示唆されている。

### 企業町
1906年、ガルベストンのケンプナー家が、アイザック・H・ケンプナーの指導と、ウィリアム・T・エルドリッジとの共同事業で、広さ5300エーカー（21平方キロメートル）のエリス・プランテーションを購入した。そこは南北戦争後も残ったフォートベンド郡では数少ないプランテーションの1つだった。エリス・プランテーションは当初、ジェシー・カートライト連盟の一部であり、南北戦争後はウィル・エリスの管理下に小作農の仕組みで運営されていた。1908年、この共同経営者が隣接する広さ1万2500エーカー (51平方キロメートル）のカニンガム・プランテーションを、その原料糖工場とサトウキビ精製工場と共に買収した。この経営者達は会社名をインペリアル・シュガー社と改名した。ケンプナーがインペリアルという名前に慣れており、エリス・プランテーションにあった小さな原料糖工場の名称や、ニューヨーク市のインペリアル・ホテルに掛けた。20世紀への変わり目頃、サトウキビの大半が厳しい冬のために枯れた。ケンプナー・エルドリッジ合意の一部として、エルドリッジが総監督としてプランテーションに移動し、シュガーランドの企業町を建設した。
鉄道は常にシュガーランドの健全性とともにあった。これらの鉄道はテキサス最古の鉄道ルートにあった。町のど真ん中を通り、砂糖精製工場の側を過ぎ、町の西に出て、インペリアル州立刑務所農園と呼ばれた場所の中心を通った。
1910年代から1959年まで、企業町としてのシュガーランドは事実上自給自足だった。インペリアル・シュガー社が労働者に住居を供給し、学校の建設を奨励し、労働者福祉のために病院を建設し、労働者の需要に合わせた事業を行った。インペリアル・シュガー社が建てた当初の家屋は今日でもザ・ヒル地域と「メイフィールドパーク」に残っており、家族の世代を通じて引き継がれてきた。
1950年代、インペリアル・シュガー社はさらに住宅を建設して町を拡張しようとした。このことで新しい小区画であるベネシアン・エステイツが創設された。そこはオイスター・クリークやその他の人工湖に沿ったウォーターフロントの住宅地である。

### 都市の出現

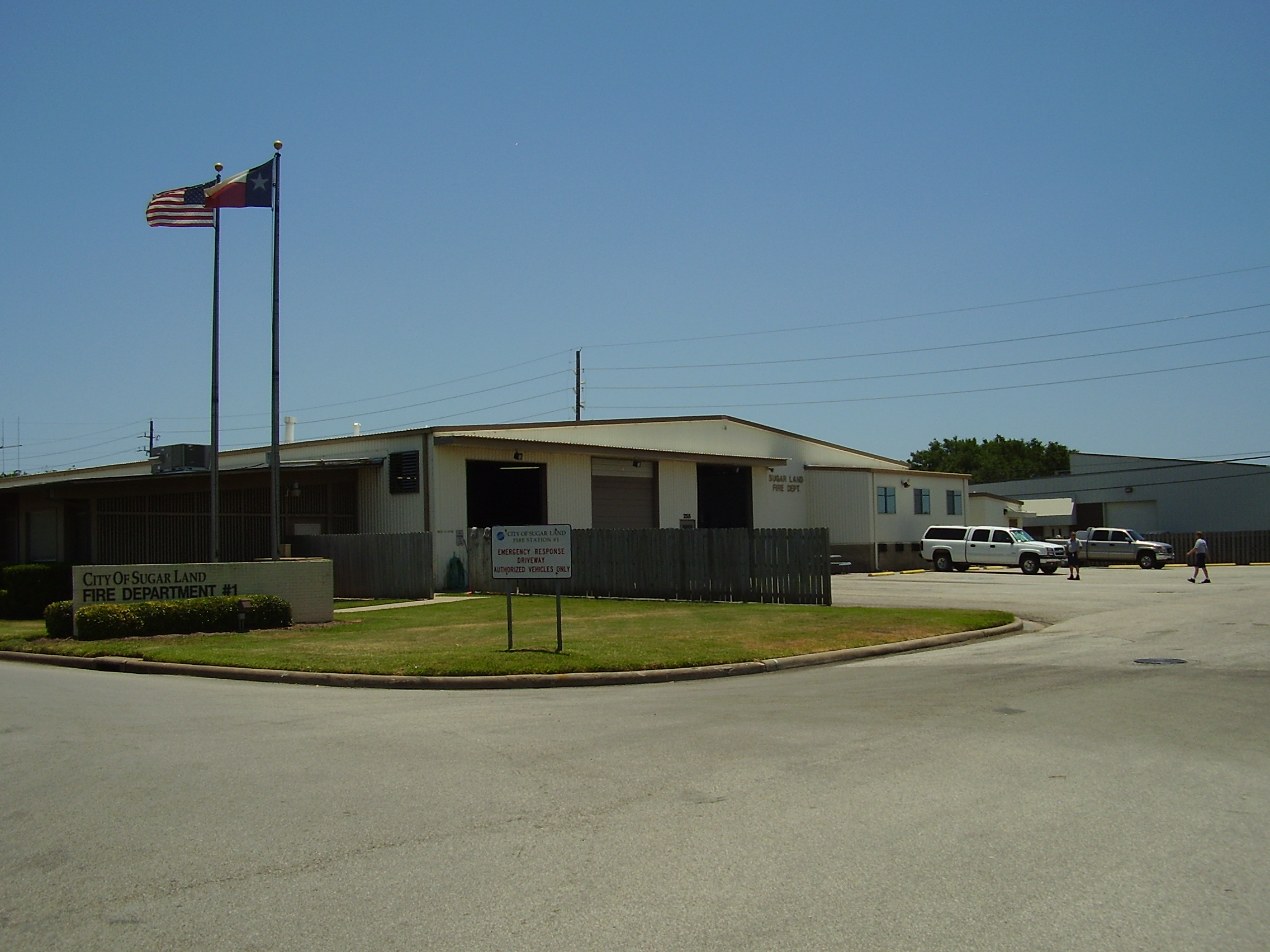
シュガーランド消防署第1分署の敷地、シュガーランド市消防事務所を収容し、かつては市役所も入っていた

企業町が拡大すると、市政府を確立する興味が増した。1959年の住民投票でシュガーランドは一般法市になった。T・E・ハーマンが初代市長になった。
1960年代初期、コビントンウッズと呼ばれる新しい小区画の開発で、シュガーランドに初めて当世風で、入手しやすい住宅が導入された。その年の後半、インペリアル牛牧場が開発業者に1200エーカー（4.9平方キロメートル）の土地を売却し、1968年にシュガークリークとなる新しい区画が生まれた。マスタープランによる町としてのシュガークリークでは、2つのゴルフコースとカントリークラブ、水泳プール、および安全保障のついたカントリークラブ生活を紹介した。
シュガークリークの成功に後押しされ、広さ1万エーカー（40平方キロメートル）の新しいマスタープラン町であるファーストコロニーは、シュガーランドにおける開発に新しい基準を作った。開発は1977年にシュガーランド・プロパティーズ社によって始まり、その後の30年間続いた。マスタープラン町は家屋購入者に、秩序だった造園、価格帯で分かれた地区、広い緑地帯、ゴルフコースとカントリークラブ、湖と大通り、地区のアメニティとショッピングを提供した。
ファーストコロニーと同じ頃、シュガーランド市北部でも別のマスタープラン町の開発が始まった。シュガーミルと呼ばれたこの町は伝統的な湖岸と大きな土地を提供した。
シュガーランドは1980年代に大企業に注目されるようになり、多くがシュガーランドを本拠地に選択した。フルア・ダニエル、シュルンベルジェ、ユノカル（ユノカルは本社を置いていない）などが、従業員に家から数分の距離にある会社で働く機会を提供した。このことで納税額に基づく市内の住宅と商業の比率は40対60になった。
1981年、自治市政府を設立するための特別住民投票が行われた。有権者は自治政府憲章の採択を承認した。この憲章で決められた政府は「市長・市政委員会」形式と呼ばれるものであり、市の権限の全てが1人の市長と5人の委員で構成される市政委員会に付与された。
1986年8月9日に行われた特別住民投票で市政府の形態変更が問われた。それまでの「市長・市政委員会」という強い市長の形態から、「市政委員会・マネジャー」という形態への憲章変更が賛成多数で承認された。市マネジャーは市管理官の長となった。この修正の成立により、市長は委員会の議長職に加えて投票では委員会の1委員となった。
シュガーランドは1986年にほぼ完成されていたシュガークリークを併合した。同年、メキシコの支配からテキサスが独立した時から150周年を、町の歴史で最大規模で祝った。

### 成長の10年間
1990年5月5日の憲章修正で市政委員会の構成が市長1人と2人の委員は市域全体から選出されることになった。
1990年代の大半を通じて、シュガーランドは国内でも成長速度の高い町と認められた。市民の大半がホワイトカラーであり、ヒューストンの著名なエネルギー産業で働く大学卒だった。商業も成長し、多くの低層オフィスビル、銀行、高級レストランがアメリカ国道59号線やテキサス州道6号線沿いに並んだ。
1996年にファーストコロニー・モールがオープンして収税額も飛躍的に増加した。この床面積が100万平方フィート（10万平方メートル）を超えるモールはフォートベンド郡で初のものであり、市内で最も交通繁華なアメリカ国道59号線とテキサス州道6号線の交差点にある。モールの名称は広さ1万エーカー（40平方キロメートル）のマスタープラン町ファーストコロニーから採られた。
1997年11月下旬の夜11時50分、シュガーランドはファーストコロニーの残っていた地区を併合し、人口は約6万人となった。これは今日までシュガーランドとして最大の併合になっている。

### 新千年紀
シュガーランドは2000年の国勢調査で人口6万3328人となり、テキサス州の大都市の中でも最大の成長率だった。2003年、新しく名称が変わったヒューストン・シュガーランド・ベイタウン大都市圏の主要都市になった。この都市圏ではガルベストン市に代わり、ヒューストンに次ぐ第2の重要都市となった（以前の都市圏はヒューストン・ガルベストン・ブラゾリア都市圏と呼ばれていた）。
新千年紀には市内にある高等教育機関拡大の必要性が問われた。2002年、ヒューストン大学フォートベンド校が、ユニバーシティ・ブールバードとアメリカ国道59号線に近い広さ250エーカー（1.0平方キロメートル）の新キャンパスに移転した。市はアルバート・アンド・マミー・ジョージ・ビルの建設資金を支援し、その結果としてその多施設教育機関はヒューストン大学シュガーランド校と改名された。
2003年、インペリアル・シュガー社の精製工場と物流センターが操業を止めたが、地元経済に与えた影響は小さかった。今日のシュガーランドは1世代前のブルーカラーと農業に依存する町から、ヒューストンの裕福な郊外地という評判を確立していたからだった。しかしインペリアル・シュガー社はその本社を市内に維持している。
テキサス州交通省は、シュガーランドの西部にあった刑務所の土地2018エーカー（8.17平方キロメートル）を、2003年の入札で開発業者のニューランド・コミュニティに売却した。その後、この開発業者はこの1等地にテルフェアとよぶ新しいマスタープラン町を建設すると発表した。2004年、シュガーランド市はこの土地全てを市域に併合し、開発の品質を制御するとしたので、市域は西に広がった。過去のシュガーランドは開発前ではなく、出来上がった開発地を併合してきたので、異常なことだった。
2005年12月1日、午前12時1分、シュガーランド市は建設されたばかりのマスタープラン町アバロンとブラゾスランディングの4区画を併合し、人口で約3200人が増加した。現在シュガーランド市は、グレートウッド、ニューテリトリー、リバーパークの各町と、さらにタラコロニーとタラプランテーションの小区画を近い将来に併合する交渉を進めている。この併合は1992年と1997年に行われたファーストコロニー併合の規模を超えて最大のものとなり、市の人口は約12万人になる予定である。

## 地理と気候

### 地理

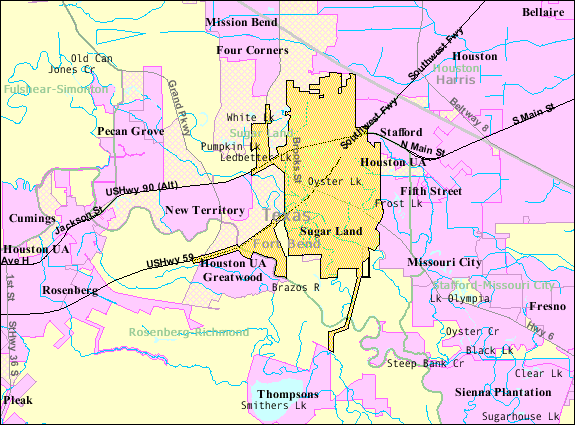
シュガーランドの地図

シュガーランドはフォートベンド郡の北東にあり、ヒューストンからは南西に25マイル（40キロメートル）に位置している。
アメリカ合衆国国勢調査局に拠れば、市域全面積は24.9平方マイル（64平方キロメートル）であり、このうち陸地42.1平方マイル（62平方キロメートル)、水域は0.8平方マイル（2.1平方キロメートル）で水域率は3.33 %である。
市域の標高は70フィート（21メートル) から90フィート (27メートル) である。シュガーランド地域空港の標高は82フィート（25メートル）である。
シュガーランドは北緯29度35分58秒 西経95度36分51秒 / 北緯29.599580度 西経95.614089度 (29.599580, -95.614089)に位置している。
市内を2つの川が流れている。ブラゾス川は市の南西部と南部を流れてブラゾリア郡に入る。オイスター・クリークは市に北西と東部を流れミズーリシティに入る。
オイスター・クリークとブラゾス川を繋ぐ多くの人造湖がある。残っている湖は多くのマスタープランを開発したためにできた人造のものである。

### 地質
市内表土の下には、層を成さない粘土、粘土質頁岩、固着力の弱い砂があり、深さは数マイルに及んでいる。地域の地質はロッキー山脈が侵食されて流れてきた堆積物で造られてきた。これら堆積物は砂と粘土で構成され、腐った有機物の上に積もり、長い間に石油や天然ガスに変換されてきた。この層の下には水が運んだ岩塩の層がある。長い間に多孔質の層が圧縮され上に持ち上げられた。上に上がるときに塩が周りの堆積物を引きずってドーム状になり、周りの多孔質砂から染み出した石油やガスを囲った。
この地域では地震が無い。近くのヒューストン市は地図化され昔から活動している86の表面断層があり、総延長は149マイル（240キロメートル）になるが、表土の下の粘土層が地震で大地を揺らす摩擦の蓄積を防いでいる。これらの段層は「断層クリープ」と呼ばれる大変緩りとした動きしかしていない。

### 気候
シュガーランドの気候は温暖湿潤気候に分類される。メキシコ湾岸平原生物群系に位置し、植生は温和な草原に分類される。年間平均降水量は48インチ（1219ミリメートル）である。風向は年間の大半で南と南東から吹き、メキシコ湾の暑く湿った空気を運んでくる。
夏季の7月と8月の大半では日中最高気温は 95°F (35°C) 近辺にある。空気は穏やかに感じられ、湿度が高く、露点は通常 70°F (21 ℃) 台前半から半ばである。熱指数は毎日100近辺になる。夏には雷雨が多く3分の1から2分の1の日に雷を聞く。過去最高気温は2000年9月に記録した 100°F (38 ℃) である。
ヒューストン地域の冬は冷涼で穏やかである。冬の平均最高気温は 62°F (16 ℃)、最低気温は 45°F (7 ℃) である。最も寒いのは通常1月であり、北風が冬の雨をもたらす。雪が降るのは極めて稀であり、降ったとしても積もらない。2004年のクリスマスイブには稀な吹雪が襲った。数インチ積もったが翌日の午後には消えてしまった。2009年12月4日には最も早い降雪があり、2年連続して降雪があったのも、記録が取られるようになって初めてのことだった。
| シュガーランドの気候   | シュガーランドの気候 | シュガーランドの気候 | シュガーランドの気候 | シュガーランドの気候 | シュガーランドの気候 | シュガーランドの気候 | シュガーランドの気候 | シュガーランドの気候 | シュガーランドの気候 | シュガーランドの気候 | シュガーランドの気候 | シュガーランドの気候 | シュガーランドの気候 |
| 月                     | 1月                  | 2月                  | 3月                  | 4月                  | 5月                  | 6月                  | 7月                  | 8月                  | 9月                  | 10月                 | 11月                 | 12月                 | 年                   |
| ---------------------- | -------------------- | -------------------- | -------------------- | -------------------- | -------------------- | -------------------- | -------------------- | -------------------- | -------------------- | -------------------- | -------------------- | -------------------- | -------------------- |
| 平均最高気温 °C （°F） | 16.6 (61.9)          | 18.7 (65.7)          | 22.5 (72.5)          | 26.2 (79.2)          | 29.8 (85.6)          | 32.6 (90.7)          | 34.3 (93.7)          | 34.2 (93.6)          | 31.7 (89.1)          | 27.6 (81.7)          | 22.2 (72)            | 17.9 (64.2)          | 26.2 (79.2)          |
| 平均最低気温 °C （°F） | 5.3 (41.5)           | 6.9 (44.4)           | 10.8 (51.4)          | 14.6 (58.3)          | 19.1 (66.4)          | 22.3 (72.1)          | 23.6 (74.5)          | 23.3 (73.9)          | 20.8 (69.4)          | 15.5 (59.9)          | 10.5 (50.9)          | 6.2 (43.2)           | 14.91 (58.83)        |
| 降水量 mm （inch）     | 103.1 (4.06)         | 75.7 (2.98)          | 82.3 (3.24)          | 88.4 (3.48)          | 119.1 (4.69)         | 140 (5.51)           | 83.8 (3.30)          | 109 (4.29)           | 147.8 (5.82)         | 102.4 (4.03)         | 116.3 (4.58)         | 85.3 (3.36)          | 1,253.2 (49.34)      |
| 出典：                 |                      |                      |                      |                      |                      |                      |                      |                      |                      |                      |                      |                      |                      |

## 経済

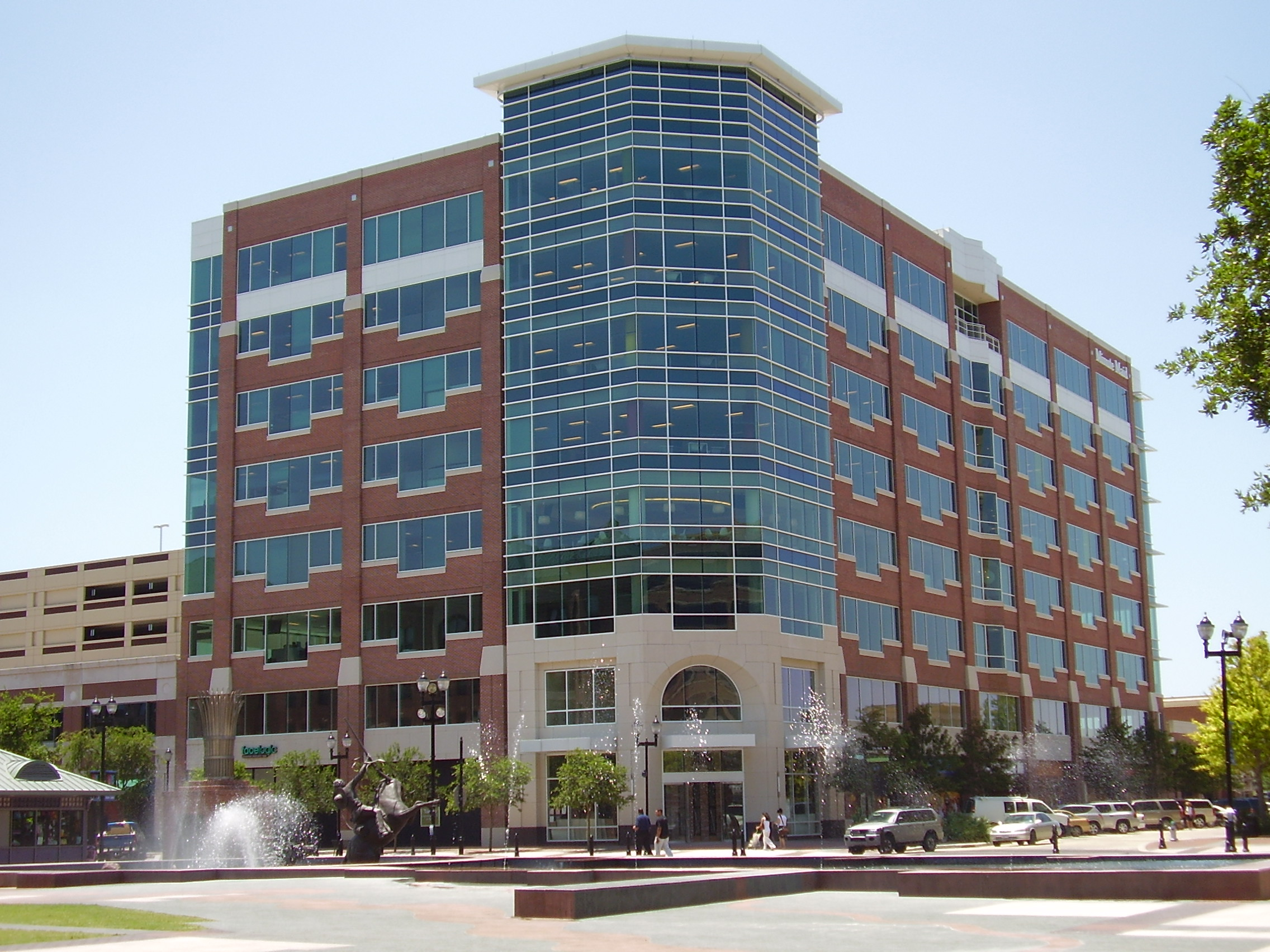
ミニッツメイド本社、ファーストコロニーのシュガーランド・タウンスクエア

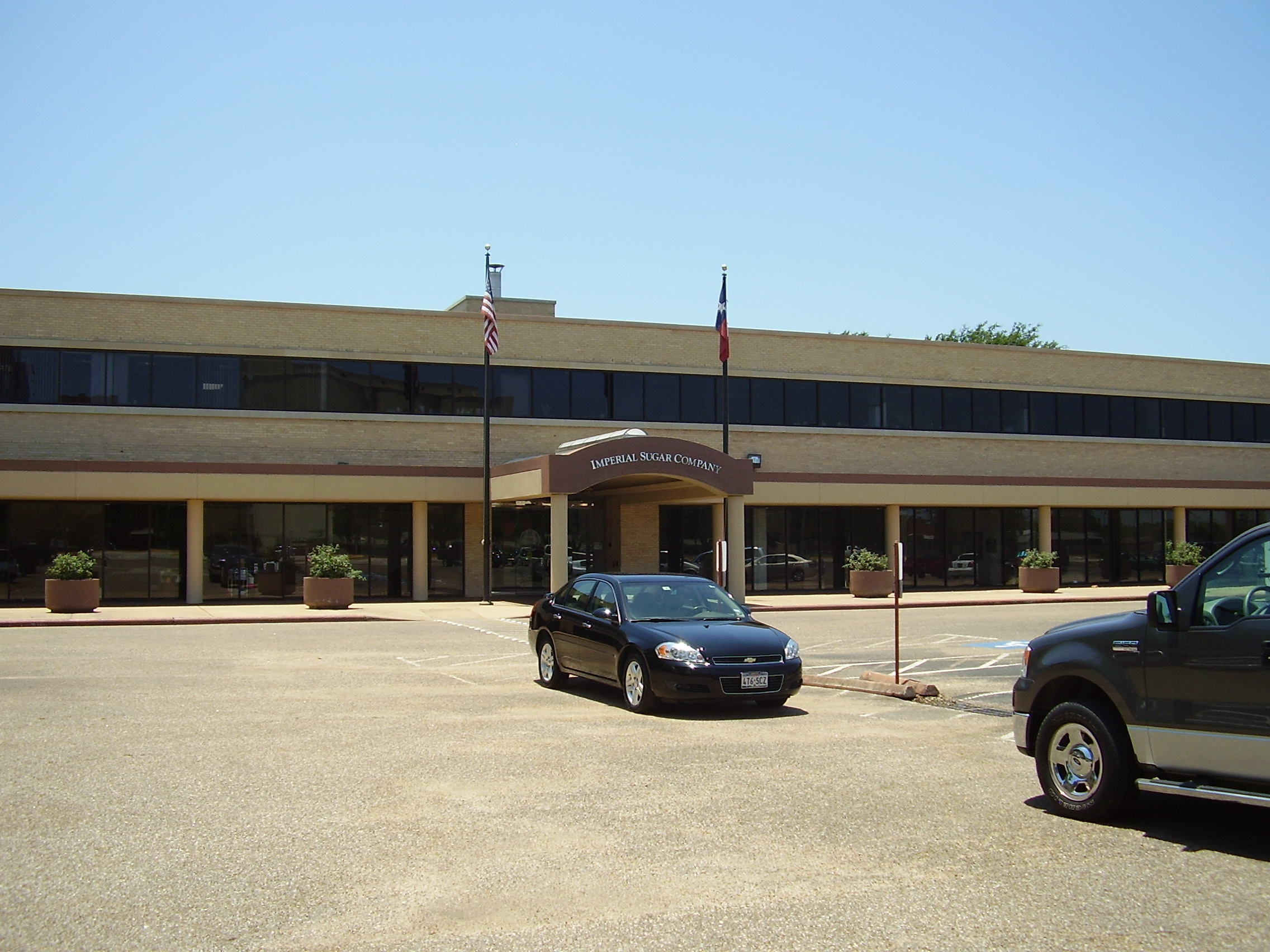
インペリアル・シュガー社の本社

シュガーランドの経済は、その多様さ、企業の活力、生活の質で特筆され、「アウトルック・マガジン」や「テキサス・ビジネス」で、事業を移し拡大するための「テキサス州最良の都市」の1つに挙げられている。
ヒューストン大都市圏の他地域と同様に、エネルギー関連の大企業、特に石油探索と精製の企業がある。フォーチュン500に入る企業としては、CVRエナジー社とナルコチャンピオンのエネルギーサービス部門がある。エンジニアリング会社など関連企業も経済の推進力として機能している。
市内にはインペリアル・シュガー社の本社がある。これは同社の主要精製所と物流センターとしても機能していたが、2003年にその機能を停止した。
シュルンベルジェ社は1995年にヒューストンガルフ・フリーウェイ5000からシュガーランドの敷地に事務所を移転した。ミニッツメイドは2009年2月16日に、ファーストコロニーのシュガーランド・タウンスクエアで本社をオープンした。以前はヒューストンのセントジェイムズ・プレース2000にあった。
1989年、BMCソフトウェアは市内ワンシュガークリーク・プレースに広さ20万平方フィート（1万9000平方メートル）のスペースを賃貸する計画があった。1991年、BMCはシュガークリーク国定銀行ビルで約12万平方フィート（1万1000平方メートル）のスペースを、フルア・ダニエル・ビルで約1万6000平方フィート（1500平方メートル）を賃貸した。どちらもシュガーランド市内にある。BMCは当時ヒューストンのウェストチェイスにある本社がオープンしたとき（予定は1993年）には、2つの賃貸スペースを明け渡す計画だった。

### 主要雇用主
市の2010年包括的財務報告書に拠れば、市内の主要雇用主は次の通りである。
| 順位 | 雇用主                         | 従業員数 |
| ---- | ------------------------------ | -------- |
| 1    | フルーア                       | 2,000    |
| 2    | シュルンベルジェ               | 2,000    |
| 3    | メソジスト・シュガーランド病院 | 1,000    |
| 4    | ナルコ                         | 541      |
| 5    | セントルークス病院             | 532      |
| 6    | メモリアル・ハーマン           | 457      |
| 7    | ノーブル                       | 407      |
| 8    | CSM ベイカリー・プロダクツ     | 400      |
| 9    | エトナ                         | 360      |
| 10   | ベイカー・ペトロライト         | 350      |

## 政府とインフラ

### 市政府

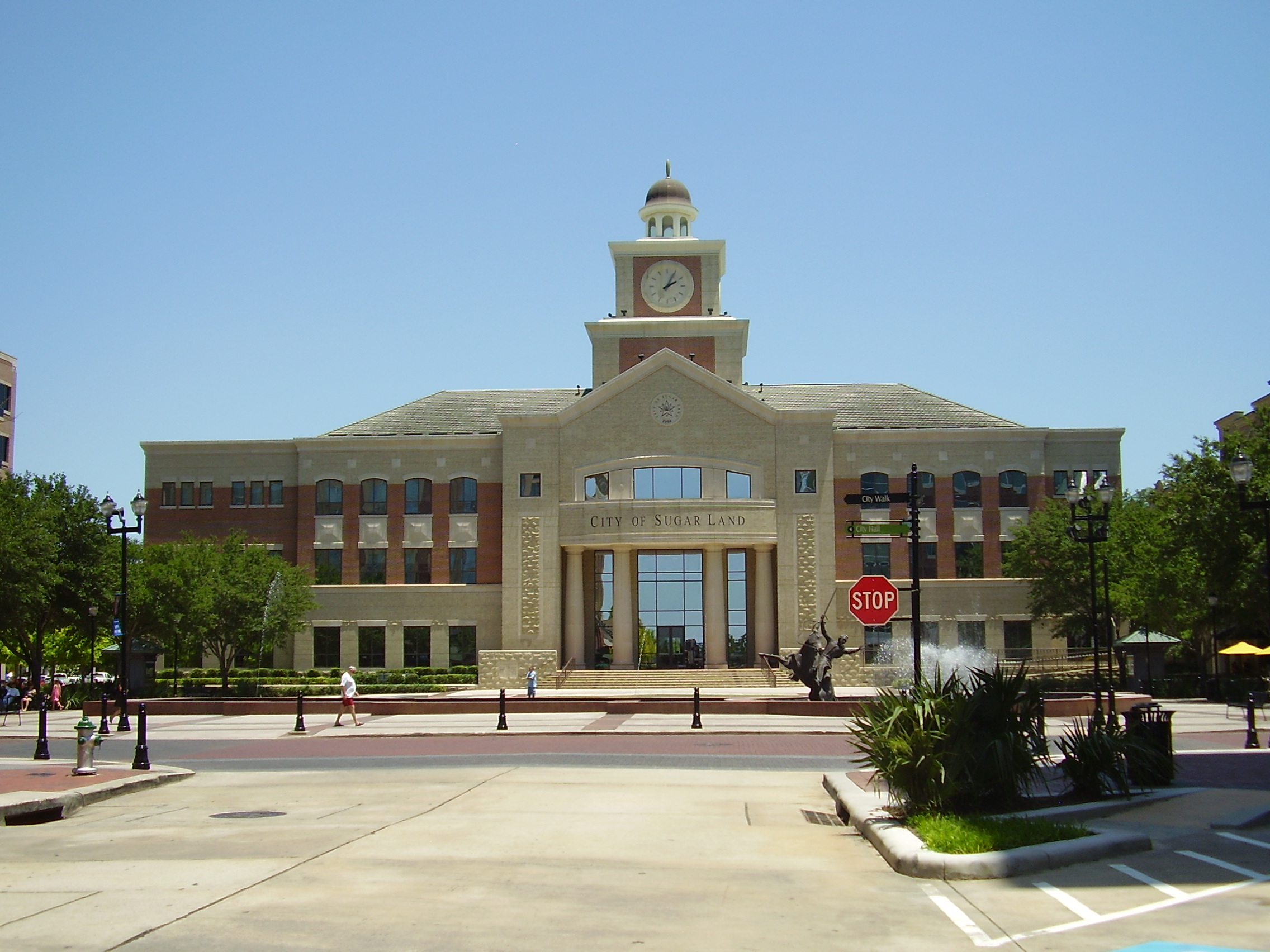
シュガーランド市役所、ファーストコロニーのシュガーランド・タウンスクエア

シュガーランド市は市政委員会・マネジャー方式の政府を採用している。市政委員会が市マネジャーを指名し、政府の執行役員の長として機能させている。市マネジャーは政策を実行し、市の計画を管理する。市検察官、警察署長、消防署長など部門長は、市マネジャーに対して責任がある。市政委員会は1人の市長と、小選挙区から選ばれる委員4人、市全体から選ばれる委員2人で構成されている。すべて非党派選挙で選ばれる。
現市役所はファーストコロニーのシュガーランド・タウンスクエア開発の一部である。以前はコーポレイト・ドライブ10405にあった。旧市役所は現在シュガーランド消防署が入っている。

### 政治
政治的には、ヒューストン大都市圏の中でも共和党の支持が強いところである。市政委員会は公式には非党派である。現在選挙で選ばれている役人は全て共和党支持である。
アメリカ合衆国議会下院ではテキサス州第22選挙区に属し、2013年時点で共和党員を選出している。この選挙区は下院多数党院内総務トム・ディレイが1985年から辞任する2006年まで務めていたものであり、2006年は共和党が書き込み投票を強いられた。また2008年に共和党の大統領候補指名を争ったロン・ポールが1976年と1979年から1985年まで務めていた。ロン・ポールは現在第14区に回っている。
テキサス州議会では上院の第17選挙区に大半が入っている。西部の一部とマスタープラン町の幾つかが第18選挙区である。下院では第26選挙区にある。これら全てに共和党員を選出している。

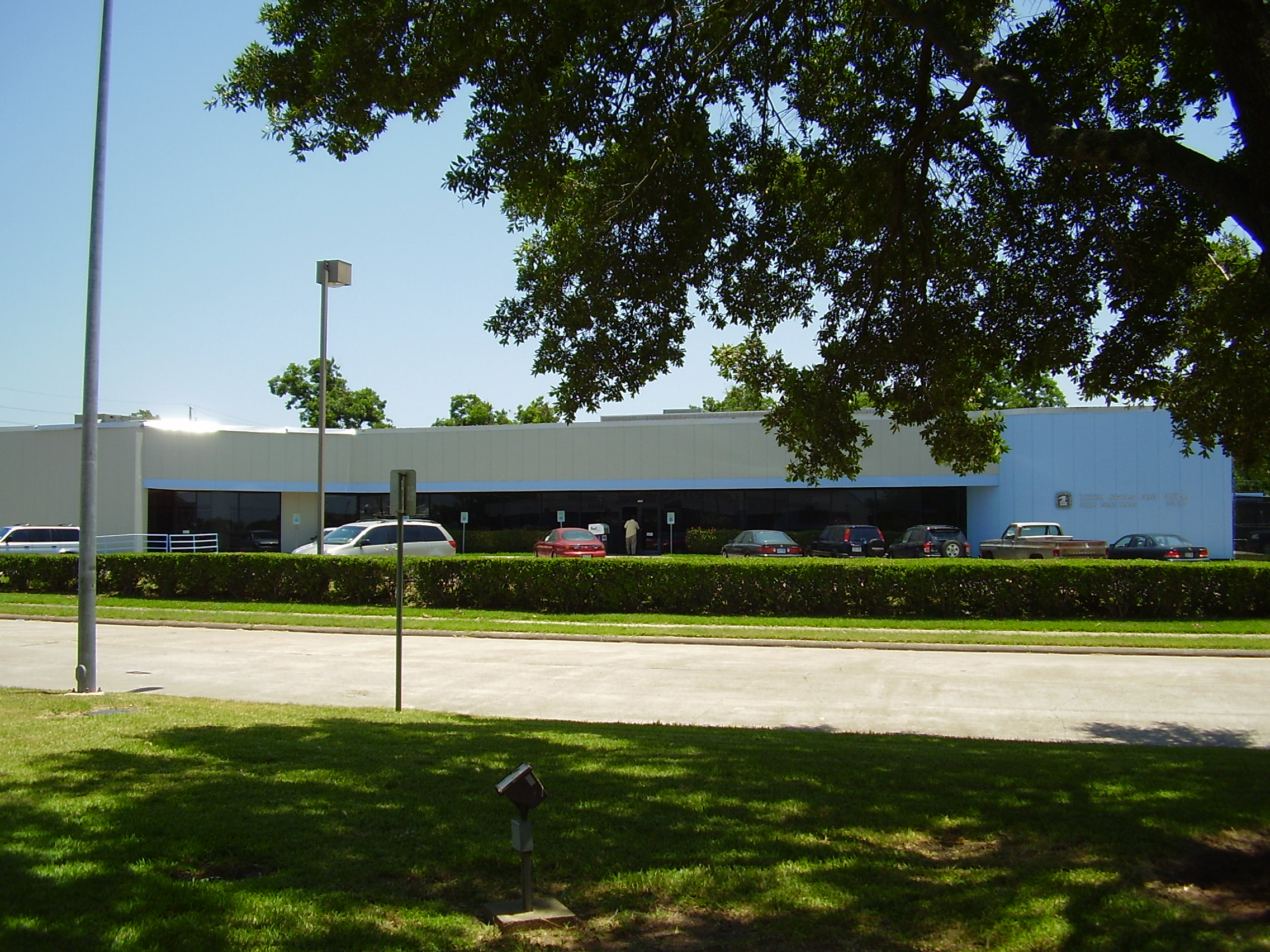
シュガーランド郵便局

### 州政府の機関
テキサス州刑事司法省がシュガーランドに近い未編入領域でジェスター州立刑務所農園を運営している。
市内ではその中央ユニットを運営しており。市域内では唯一の州立刑務所である。その男子矯正物資倉庫であるシュガーランド物流センターが中央ユニットの中にある。2011年にテキサス州刑事司法省はこの施設を閉鎖しようとしており、同年8月末までに空室となると発表した。その閉鎖により、代替施設がないまま州立刑務所が閉鎖されたことで、州内唯一の都市になった。

### 郵便局
アメリカ合衆国郵便公社がマトラッジウェイ225でシュガーランド郵便局を、グランツレイク・ブールバード3130でファーストコロニー郵便局を運営している。

## 人口動態
2010年国勢調査による人口は7万8817人だった。非ヒスパニック白人が44.4 %、非ヒスパニック黒人が7.3 %、非ヒスパニック・インディアンが0.2 %、非ヒスパニックアジア人が35.1 %、その他人種が0.2 %。非ヒスパニック混血が2.2 %であり、ヒスパニック・ラテン系は10.6 %だった。
以下は2006年の推計による人口統計データである。
| 基礎データ - 人口: 63,328 人 - 世帯数: 20,515 世帯 - 家族数: 17,519 家族 - 人口密度: 1,015.0 人/km2（2,629.1 人/mi2） - 住居数: 21,090 軒 - 住居密度: 338.0 軒/km2（875.6 軒/mi2） 人種別人口構成 - 白人: 56.00 % - アフリカン・アメリカン: 5.20 % - ネイティブ・アメリカン: 0.24 % - アジア人: 33.80 % - 太平洋諸島系: 0.03 % - その他の人種: 2.32 % - 混血: 2.41 % - ヒスパニック・ラテン系: 7.98 % 年齢別人口構成 - 18歳未満: 31.2 % - 18-24歳: 6.2 % - 25-44歳: 28.7 % - 45-64歳: 27.2 % - 65歳以上: 6.7 % - 年齢の中央値: 37歳 - 性比（女性100人あたり男性の人口） - 総人口: 95.8 - 18歳以上: 91.5 | 世帯と家族（対世帯数） - 18歳未満の子供がいる: 51.2 % - 結婚・同居している夫婦: 74.5 % - 未婚・離婚・死別女性が世帯主: 8.4 % - 非家族世帯: 14.6 % - 単身世帯: 12.6 % - 65歳以上の老人1人暮らし: 2.9 % - 平均構成人数 - 世帯: 3.06人 - 家族: 3.36人 収入と家計（2008年データ） - 収入の中央値 - 世帯: 107,187米ドル - 家族: 117,720米ドル - 性別 - 男性: 78,183米ドル - 女性: 47,209米ドル - 人口1人あたり収入: 41,316米ドル - 貧困線以下 - 対人口: 3.8 % - 対家族数: 3.2 % - 18歳未満: 3.3 % - 65歳以上: 8.9 % |

## 市民と文化
シュガーランド市民はヒューストン大都市圏のエネルギー産業で雇用されているホワイトカラー、大卒労働者が多い。
2004年、全国的な不動産マーケティング会社であるホームルートに拠れば、生活したい100か所の1つに挙げられた。この会社は毎年アメリカ移住プログラムを通じて国内の都市を調査している。判断基準は教育機会、犯罪率、雇用と住宅のデータである。不動産情報会社の「オンボードLLC」によって提供された国内271都市の統計から始めた。これらの都市は世帯当たり収入の中央値が高く、人口増加率が平均以上にある。
人口5万人から10万人規模の都市の中で「テキサス州で最も適合した都市」に2004年、2005年、2006年に選ばれた。これは州全体の適応性イニシャティブであるテキサス・ラウンドアップ・プログラムの一部である。
健康とスポーツの関連に関して、レクリエーションでも競技会レベルでもスポーツが盛んである。1967年に結成された最初のコミュニティ水泳チームであるシュガーランド・シャークスがある。
テキサス州の中ではアジア系の集中度が最も高い。人口の34%がアジア系であり、インド系10 %、中国系9 %、フィリピン系6 %となっている。
カトリック教徒が人口の3分の1を超えており、セントローレンス教区、セントトマスアキナス教区、セントテレサ教区に1万1998世帯が登録している。

## 見どころ

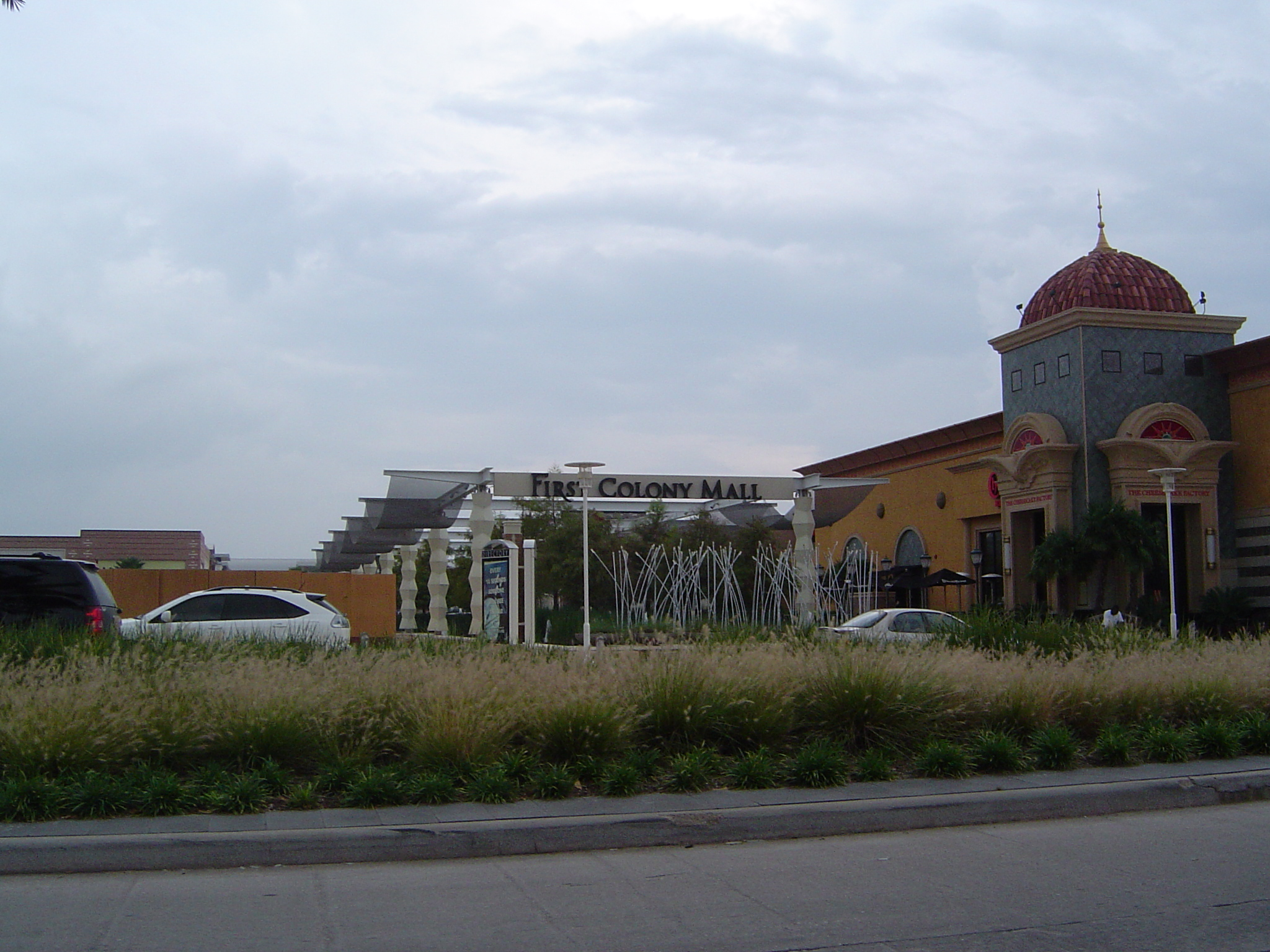
ファーストコロニー・モール

シュガーランド・タウンスクエアが市とフォートベンド郡の主要娯楽地区として機能している。この地区には、レストラン街、歩道カフェ、ショッピング街、マリオット・ホテル、会議場、中層のオフィスと住居、公衆広場があり、また市役所もある。ここで祭や重要行事が開かれる。その中心である市役所と公衆広場は「ヒューストン・ビジネス・ジャーナル」から「ベストコミュニティ・インパクト」賞を受けた。
この地区に接して地域の主要ショッピング街であるファーストコロニー・モールがあり、近年は当初の屋内のみから屋外のライフスタイルまで拡張し、駐車場を備え、周辺地域と溶け込む新しい看板もできた。2軒のディラード、メイシーズ、J.C.ペニー、バーンズ・アンド・ノーブルなど基幹店の他に130以上の店舗がある。
独立リーグのアトランティックリーグのシュガーランド・スキーターズが2010年に設立され、新築されたコンステレーション・フィールドで2012年に最初の試合を行った。
シュガーランド・アイス・アンド・スポーツセンターがあり、NHLのミネソタ・ワイルド傘下アメリカン・ホッケー・リーグのヒューストン・エアロズが練習場にしている。アイススケート施設として一般にも公開されている。
毎年ティーンストックと呼ばれる音楽祭が開催され、地域の様々なバンドが出演している。ファーストコロニー協会が後援している。

## 地区とコミュニティ
市内にはゴルフ場、カントリークラブ、湖を備えたマスタープラン町が多い。フォートベンド郡は国内でもマスタープラン町が多い郡であり、その中でもシュガーランドが最も多い。最初に開発された町はシュガークリークだった。現在では市域と域外管轄権の中に13のマスタープラン町がある。
市の北部は、住民や政府役人から「オールド・シュガーランド」と呼ばれることがあり、アメリカ国道90号線代替路の北にある町全てと、その南にあるベネシアン・エステイツ、ベルクナップ/ブルックサイドが含まれる。この地域の大半は1959年に市が法人化された時に入っていた。2003年に閉鎖されたインペリアル・シュガー社の精製工場と物流センターもあったが、現在はその本社だけがある。北部の東にはシュガーランド企業団地がある。電子系およびエネルギー系の企業が入っている。市内では最大の企業と工業の団地である。
市の南部と南東部の地域が経済と娯楽の中心である。人口の大半がこの地域に住んでいる。全てがマスタープラン町であり、広さ1万エーカー（40平方キロメートル）と最大のマスタープラン町であるファーストコロニーのほぼ全てを含んでいる。その他にシュガークリーク、シュガーレイクス、コモンウェルス、アバロン、リバーストーンのマスタープラン町が入っている。ファーストコロニー・モール、シュガーランド・タウンスクエア、新市庁舎、またその他商業地域が含まれる。3か所のゴルフ場とカントリークラブなど幅広いレクリエーション施設もある。さらにシュガーランド・アイス・アンド・スポーツセンターがある。
市の南西部の大半は域外管轄権になっている。ブラゾス川の対岸にあるので、「川の向こう側」と呼ばれることがある。その文化や活動も市の他部分とは異なっている。公立学校はラマー統合独立教育学区に入っている。グレートウッドとリバーパークの2つのマスタープラン町がある。他にもキャニオンゲイトとブラゾスの町は開発中であり、住居表示がリッチモンドとなる古く大きな小区画であるタラコロニーは、実際には域外管轄権の地区であり、将来併合される可能性がある。
市の西部は部分的に市域内にあり、その他は域外管轄権の地区である。広さ2200エーカー（8.9平方キロメートル）のマスタープラン町ニューテリトリーと、広さ2018エーカー（8.17平方キロメートル）の今後の開発予定地テルフェアが入っている。テルフェアの土地は全てテキサス州交通省が所有していた刑務所農園だった。2003年に売却され、2004年に市域に組み入れられた。新しくテキサス州道99号線が1994年に開通し、地域の幹線道になっている。アメリカ国道90号線代替路の北にあるこの地域の北部はシュガーランド地域空港とテキサス州矯正省中央ユニットとなっている。

## 歴史的建造物
レイクビュー小学校の敷地にあるレイクビュー公会堂は、地域で現在も現役である最古の公共建築物である。当初はシュガーランド独立教育学区のキャンパスを構成する11の建築物の1つであり、活力があり、成長している町の中心だった。堂々とした風格があり、2002年にテキサス州歴史的建造物に指定された。
1912年、インペリアル・シュガー社がウッド通りとレイクビュー・ドライブの角に小さな建物を建設し、学校にした。当時は11の建物が半円状に並び、中心に大きな公会堂があった。この建物群が大きく白い柱で支えられた屋根付き歩道に繋がれた。バスや自動車のために円形の自動車道があった。建物は全て外壁を白い化粧漆喰で仕上げされ、建物内に新鮮な空気を取り入れて循環させ冷やすためにおおきな窓があった。公会堂が地域活動の中心だった。

## 交通
現在のシュガーランド市には公共交通機関が無い。しかし、ヒューストンのメトロレイルをアメリカ国道90号線代替路に沿って計画された通勤鉄道という形で延伸すれば、可能になるはずだった。シュガーランドの多くの住民がヒューストンで働いていたので、市内の2本の大通りであるアメリカ国道59号線と同90号線代替路では、ラッシュアワーにいつも渋滞が起こっていた。そのような計画に対する地域の支持も大きくなっていた。しかしシュガーランド市はヒューストン地域のメトロ交通公社に加入しておらず、シュガーランドの商人はその機関を支援するために1セントの消費税も集めていないことは注目すべきである。

### 主要高規格道路
市内を対角線に横切る主要自動車専用道である州間高速道路69号線/アメリカ国道59号線は、日々の通勤に対応するために近年大きな拡張工事を行ってきた。州道6号線より東の完成部分は、本線8車線に相乗り自動車専用車線2本、連続側道6本があり、ユニバーシティ・ブールバードの西から州道6号線までの部分は本線8車線である。現在はユニバーシティ・ブールバードの西から州道99号線の西までが拡幅されている。
アメリカ国道90号線代替路はシュガーランド市を東西に走り、「オールド・シュガーランド」と呼ばれる歴史的地域を抜けている。州道6号線とアメリカ国道59号線の間は30フィート（9メートル）の中央分離帯がある8車線に拡幅工事中である。
テキサス州道6号線は市の北から南東に走る幹線道でありファーストコロニーを抜けている。ブルックス通り/ファーストコロニー・ブールバードの西からアメリカ国道90号線代替路の北0.75マイル（1.2キロメートル）まで、2008年に自動車専用道部分が開通した。
州道99号線は1994年に開通した新道である。ニューテリトリーとリバーパークを抜けている。現在の終点であるアメリカ国道59号線より南には間もなく延伸工事が始まる予定である。
一般にエルドリッジ道路と呼ばれるテキサスF・M・1876は市内北部を南北に通る州道である。多くの開発済地域を通り、シュガーランド企業団地の西端になっている。

### 空港
シュガーランド地域空港（元ハル飛行場、その後シュガーランド市民空港）は、1990年に市が民間企業から買収した。ヒューストン大都市圏の中では4番目に大きな空港である。1日約250機が発着している。

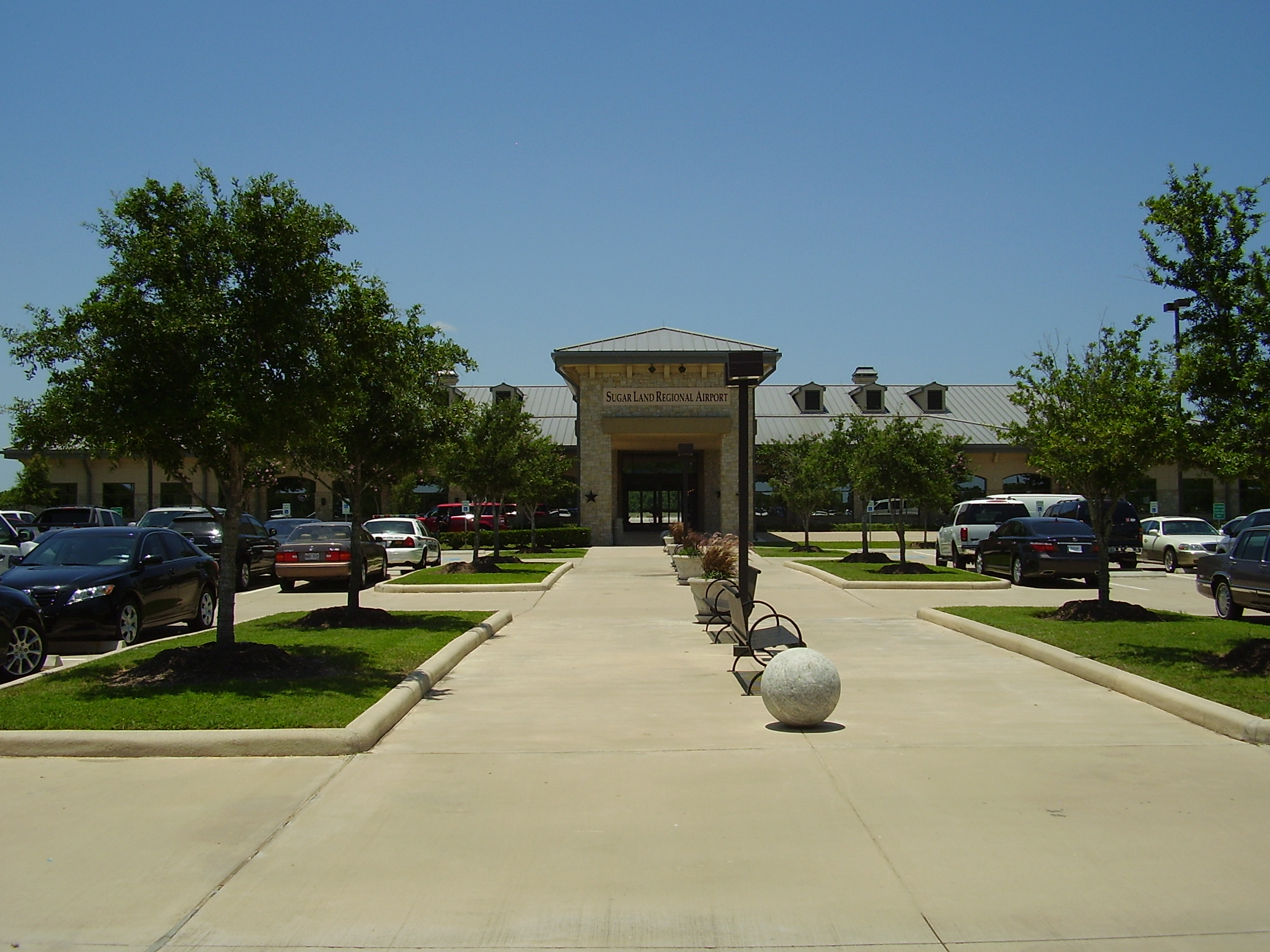
シュガーランド地域空港

現在は一般用途空港であり、企業、政府、個人の航空機が利用している。2006年に広さ2万平方フィート（1900平方メートル）のターミナルビルと60エーカー（24万3000平方メートル）の一般用途複合施設がオープンした。1990年代半ばにはコンケスト航空という今はないテキサス州の会社が短期間旅客便を運航していた。旅客定期便を利用する場合は、北東45マイル（72キロメートル）のヒューストンのジョージ・ブッシュ・インターコンチネンタル空港 (IAH) と、東30マイル（48キロメートル）のウィリアム・P・ホビー空港 (HOU) を利用している。
ヒューストン市がシュガーランド地域空港のすぐ北、広さ750エーカー（3.0平方キロメートル）の公園を維持しており、また開発業者がマスタープラン町であるテルフェアを建設してきたので、この空港に拡張の余地はない。
市内の州道6号線沿いウェル・ファーム・スーパーマーケット/メトロバンクから、ヒューストンのジョージ・ブッシュ国際空港まで、中華航空がシャトルバスを運行しており、ブッシュ国際空港から台湾の台北に飛ぶ旅客を運んでいた。中華航空は2008年1月29日にヒューストンから引き揚げたので、このバス便も無くなった。

## 教育

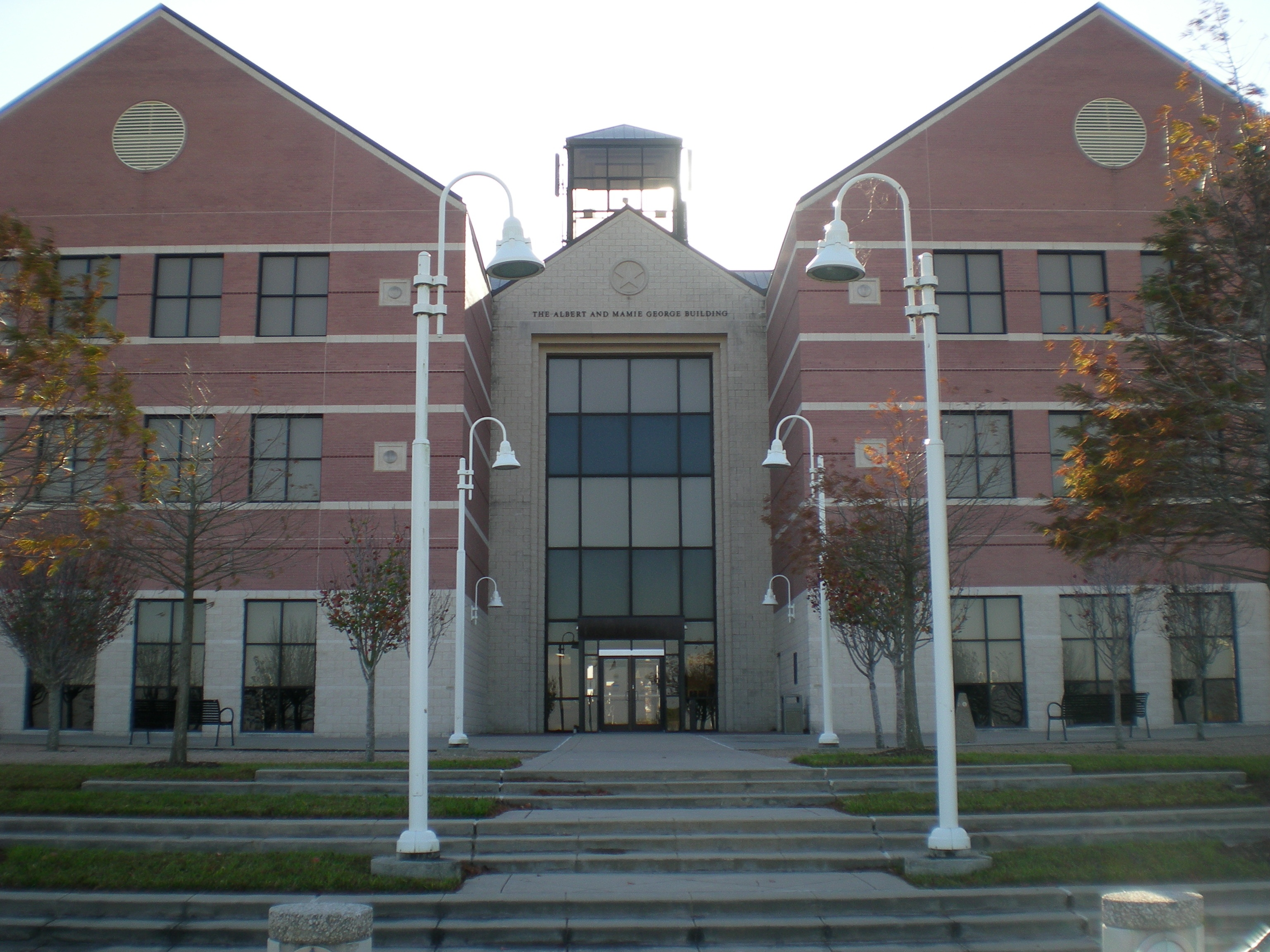
ヒューストン大学シュガーランド校のジョージ・ビル

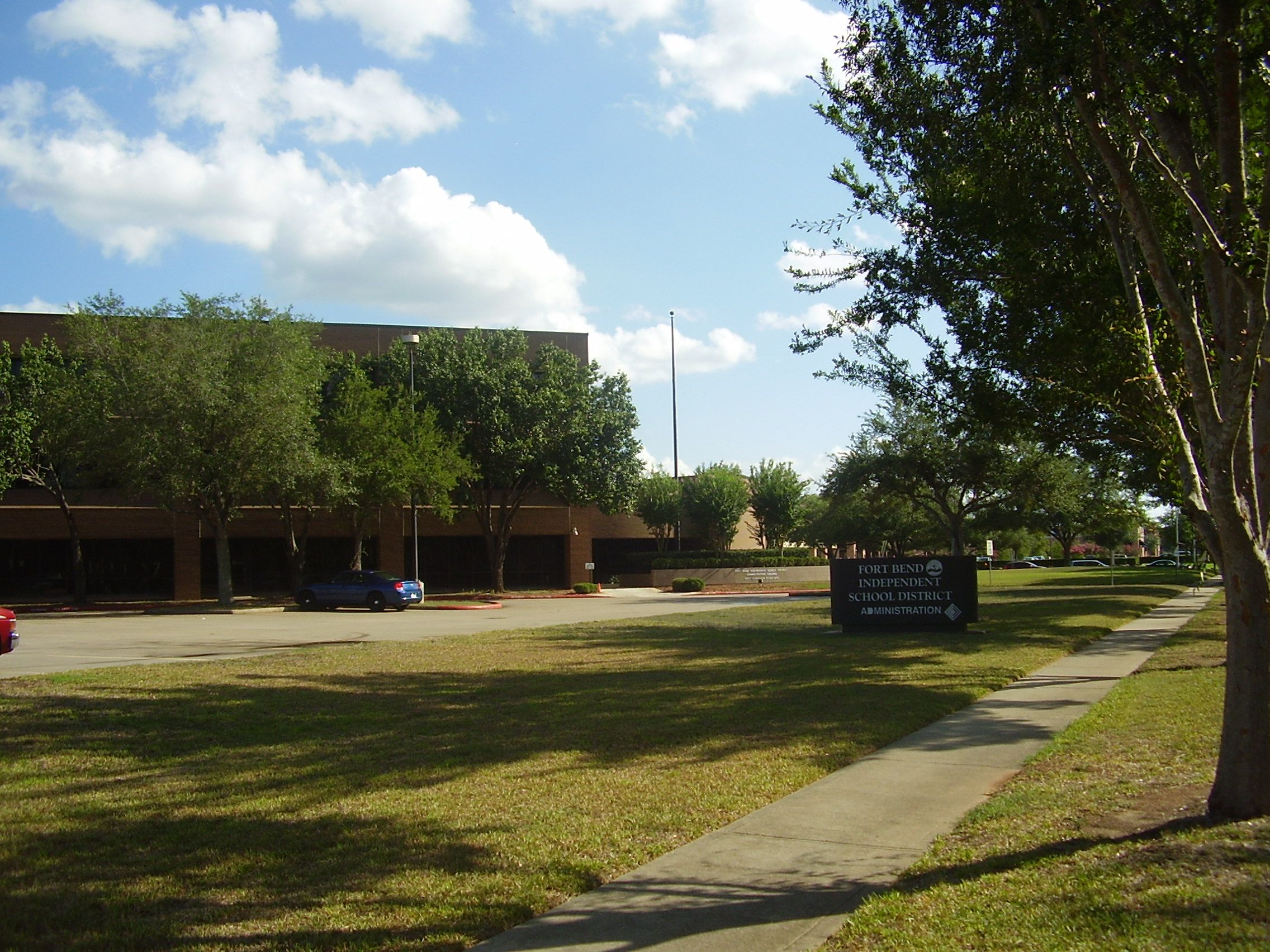
フォートベンド郡独立教育学区管理ビル

### 高等教育機関
ワートン郡ジュニアカレッジとヒューストン大学シュガーランド校が市内にある。
ヒューストン大学シュガーランド校はヒューストン大学の多施設研究教育センターであり、ヒューストン大学システムに属している。学科とプログラムはヒューストン大学、同クリアレイク校、同ビクトリア校から提供されている。
ワートン郡ジュニアカレッジは包括的コミュニティ・カレッジであり、幅広い中等後教育プログラムを提供し、準学士や資格を与え、継続学習コースを行っている。バカロレア教育に進む学生も準備のための教育をしている

### 初等中等教育

#### 公立学校
テキサス州の公共教育体系は全てテキサス州教育機関 (TEA) が管理している。フォートベンド郡独立教育学区はシュガーランドのほぼ全市を管轄する教育学区である。市の南西部にある域外管轄権の地区と市域内の大変小さな領域がラマー統合独立教育学区に入っている。ラマー学区はマスタープラン町であるグレートウッドとリバーパークを含めている。その他にブラゾスのキャニオンゲイトとタラコロニーも入っている。
市内にあるクレメンツ高校と、フォートベンド郡未編入領域にあるスティーブン・F・オースティン高校はどちらもフォートベンド郡独立教育学区に入っており、雑誌「テキサス・マンスリー」によってテキサス州でトップ10の高校に挙げられた。「ニューズウィーク」の2009年報告書では、クレメンツ高校が国内第358位、スティーブン・F・オースティン高校が同第845位で、トップ1000校に入った。

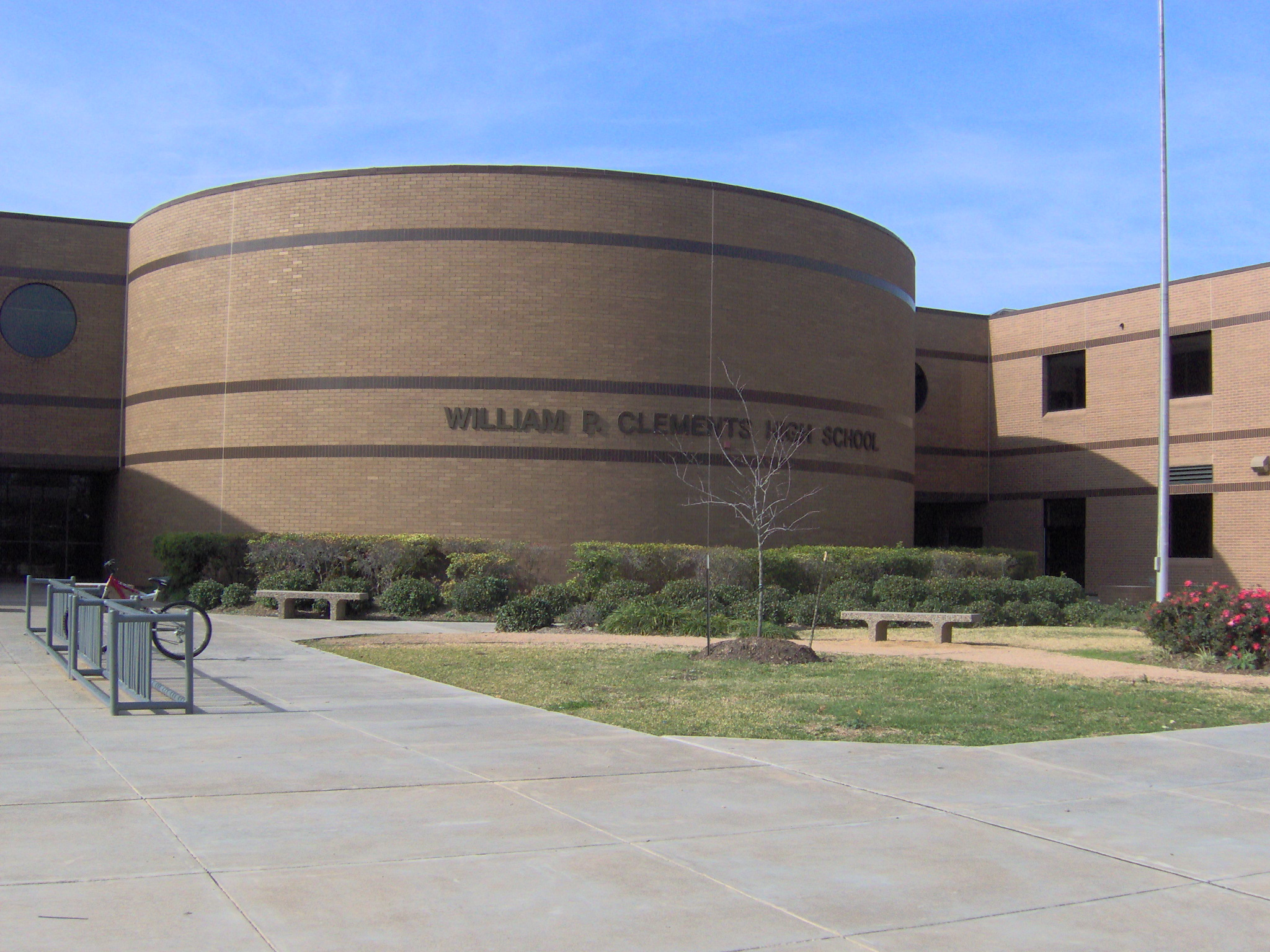
クレメンツ高校

2007年、テキサス州は全国数学選手権で優勝した。そのチームはファーストコロニー中学のケビン・チェンとボビー・シェンであり、ケビンは個人でも優勝し、ボビーは13位だが6年生ではハイスコアだった。そのコーチのジェフリー・ボイドもシュガーランド出身である。2008年にも連続優勝し、ボビーはファイナルカウントダウンで第2位、リットンとマスターズラウンドで第1位だった。2009年には3年連続優勝となり、ボビーはリットンで第3位、ファイナルカウントダウンで優勝し、2009年マスカウンツ全国チャンピオンになった。もう一人はリリー・シェン、コーチはボイドだった。

#### 私立学校
シュガーランドと周辺地域には、無宗派、カトリック、プロテスタントなど多くの私立学校がある。テキサス州教育機関は私立学校の運営について権限が無い。私立学校は認証されてもされなくてもよく、卒業のために履修試験も要求されない。多くの私立学校は認証を取得し、教育成果について真に関心があることを示すために履修試験を実施している。

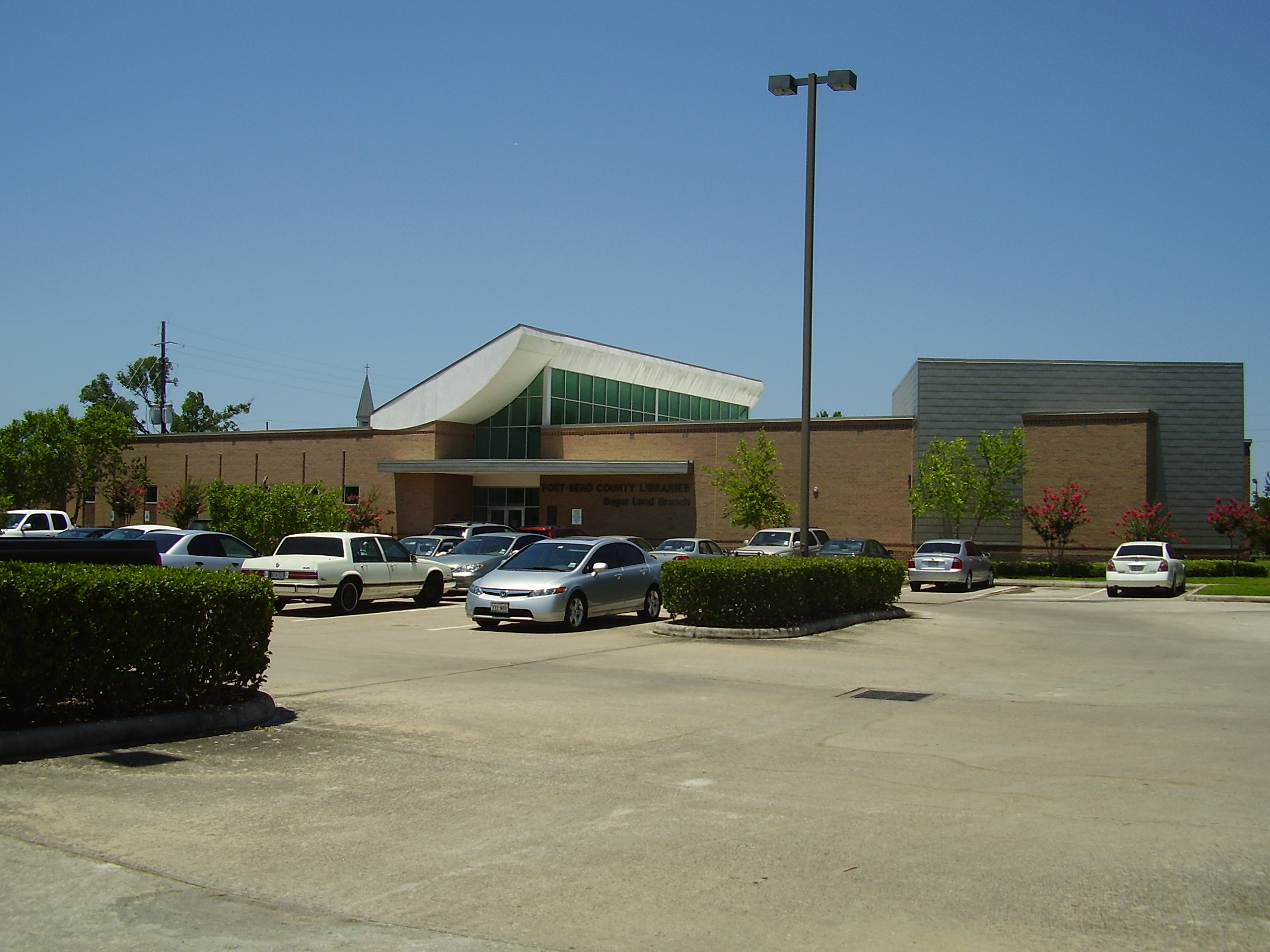
シュガーランド図書館支所

ローマ・カトリックのガルベストン・ヒューストン大教区が市内のセントローレンス学校を運営している。ケイティに隣接する郊外部の東、ハリス郡の未編入領域にはポープ・ジョン23世高校がある。フォートベンド・クリスチャン・アカデミーも市内にある。ダルル・アルカム学校南西キャンパスはシュガーランドに近いヒューストン市にある。

### 公共図書館
シュガーランド市民はフォートベンド郡図書館体系の11支所を利用できる。市内には4支所がある。

## 大衆文化の中で

### 映画
1974年の映画『続・激突!/カージャック』の一部はシュガーランドが舞台になっている。原題は “The Sugarland Express”。前半のシーンの多くは近くにあるビュフォード・H・ジェスター刑務所釈放前施設で撮影された。その他はシュガーランド周辺で撮影された。これはスティーヴン・スピルバーグが有名になる以前に撮った映画であり、最初の劇場用映画だった。

### 音楽
フォーク・ミュージシャン、レッドベリーの歌『ミッドナイト・スペシャル』は、1925年にヒューストンで逮捕され、シュガーランド刑務所に滞在したときのことを謳っている。
| "If you're ever down in Houston, Boy, you better walk right. And you better not squabble. And you better not fight. Bason and Brock will arrest you. Payton and Boone will take you down. You can bet your bottom dollar, That you're Sugar Land bound." | ヒューストンの町を歩くなら 真っ直ぐ歩いた方がいい 口喧嘩しない方がいい 戦わない方がいい ベイソンとブロックがおまえを逮捕する ペイトンとブーンがおまえを倒すだろう 最後の1文まで賭けてもいい おまえはシュガーランドに向かっているのだから |

カントリーミュージックのバンド、シュガーランドは市の名前を採用した、その歌『シュガーランド』の中でも歌っている。

## メディア

### 新聞と雑誌
「シュガーランド・マガジン」は2005年の創刊以来、大勢の購読者を獲得し、8万部以上が購読されている。興味ある話、活動的な写真、およびシュガーランド固有の情報が詰まっている。他州にある大きな出版コングロマリットには属さず、その代わりに地域で生活し働く地元のかあちゃん、とおちゃんで構成されるチームが出版している。州や地方で多くの賞を獲得し、デザイン、写真、論説、企業倫理での秀逸さを求めて格闘し続けている
「フォートベンド・ライフスタイル&ホームズ」誌は、シュガーランド、ミズーリシティ、リッチモンド、ローゼンバーグ、スタッフォードの家庭に郵送されている。地元の人間的に興味のある話、家の改修、出来事、健康とフィットネス、キッズ、学校のニュースなどを掲載している。
「アップクローズ・マガジン」は、地域の事業、コミュニティニュース、地域のヒーローに関する記事を載せ、読者を地元企業を運営する人に見立て、コミュニティの行事を主催し、フォートベンドを故郷と呼ばせるように仕組まれている。読者は人々と仕事をする人々と出会い、彼等と事業について多くを学ぶ機会を与え、コミュニティに関わることと行事で、何処で商品やサービスを買い、その時間を提供し、興味を抱くかについて、思慮ある選択を行うようにさせている。
シュガーランド市民の主要新聞は「ヒューストン・クロニクル」であり、ヒューストン大都市圏唯一の大新聞である。木曜版ではその「フォートベンド」部でシュガーランド地域の特集を行っている。その他に「ヒューストン・プレス」も購読されている。
また「フォートベンドナウ」を通じて、地元ニュースや政治的な出来事に関する地域ニュースを受け取っている。無料週刊紙としては「フォートベンド・インディペンデント」、「フォートベンド・サウスウェスト・スター」、「シュガーランド・サン」の3紙がある。「フォートベンド・ヘラルド・アンド・テキサス・コースター」は主にシュガーランドの西、リッチモンド・ローゼンバーグ地域を扱い、シュガーランドのニュースも載せている。

### テレビ
シュガーランドはヒューストン・テレビ市場に入っている。この市場はニールセンに拠れば、全国第10位である。
市全体にはパブリック・アクセスのケーブルテレビで、市政委員会、企画・区割り委員会、町の行事、教育学区理事会、フォートベンド郡政委員会の様子を放送している。
ケーブルテレビ視聴者の大多数はコムキャストの配信を受けている。他にも多くのプロバイダーがある。
シュガーランドは、ジェニファー・ラブ・ヒューイットが主演するテレビドラマ『クライアント・リスト ザ・ムービー』の舞台になっている。ヒューイットが演じる役柄はボーモントに住んでいるが、スキャンダルの多いマッサージパーラーで働くためにシュガーランドに通っている。

## 著名な出身者
- ウッディ・ウィリアムズ - メジャーリーグベースボール選手、シュガーランド住人
- アキーム・オラジュワン - NBA選手
- ロバート・オーリー - NBA選手
- トレイシー・マグレディ - NBA選手
- KevJumba - ケヴィン・ウー、KevJumbaはYouTubeのユーザーネーム、リアリティ番組『アメージング・レース』参加者
- スチュアート・ホールデン - サッカー選手、アメリカ代表
- マット・カーペンター- メジャーリーグベースボール選手